# Bartolomeu Dias

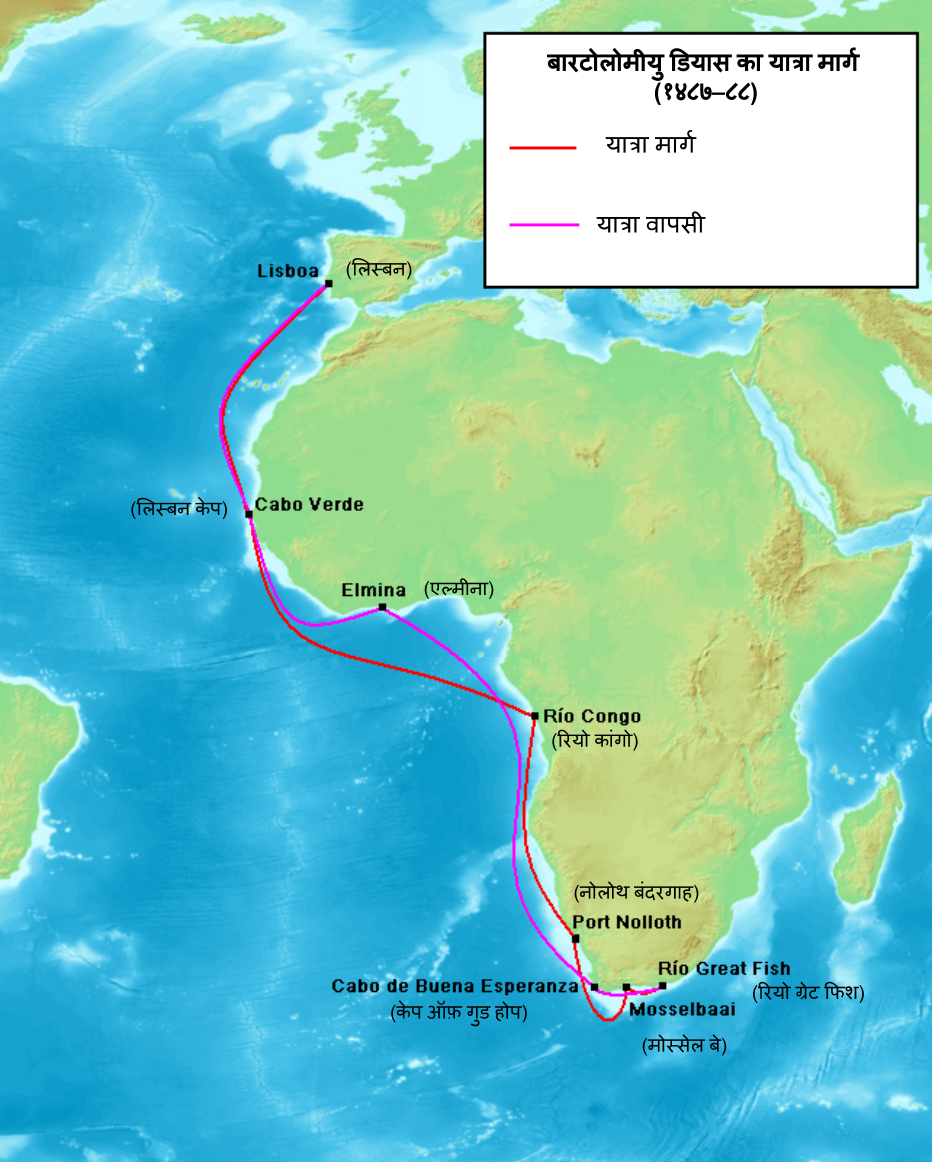
Przebieg wyprawy

Bartolomeu Dias, wymowa portugalska (IPA) /baɾ.tu.lu.'mew 'di.ɐʃ/, znany także jako Bartolomeo Diaz (ur. 1450, zm. 29 maja 1500) – portugalski żeglarz, konkwistador i odkrywca. W latach 1487–1488 roku poprowadził pierwszą ekspedycję europejską, która dotarła do Przylądka Dobrej Nadziei.
10 sierpnia 1486 roku król Portugalii Jan polecił Diasowi zbadanie części Afryki wysuniętych najdalej na południe. Dias i jego załoga przypuszczalnie wyruszyli z Lizbony w drogę w sierpniu 1487 roku i popłynęli na południe wzdłuż południowo-zachodniego wybrzeża Afryki, docierając m.in. do ujścia Konga. 8 grudnia ekspedycja dotarła do Walvis Bay na wybrzeżu dzisiejszej Namibii. W styczniu 1488 roku w wyniku burz trwających trzynaście dni ekspedycja została zepchnięta na Atlantyk. Gdy burza ucichła Dias nakazał ponownie zwrócić się do portu. 3 lutego statki dopłynęły do wybrzeża. Dias zdał sobie sprawę, że musieli minąć południowy kraniec Afryki, zwrócił się więc na północ i dotarł 3 lutego 1488 roku do Mossel Bay. Stamtąd ekspedycja dopłynęła do zatoki Algoa. Tam załoga odmówiła dalszego rejsu.
W maju 1488 roku ekspedycja dotarła do Przylądka Burz. Później nazwa ta została zmieniona przez króla Portugalii Jana II na Przylądek Dobrej Nadziei z powodu otwarcia szlaku na wschód. Według innej relacji nową nazwę zaproponował sam Dias. Niewiele wiadomo o drodze powrotnej ekspedycji. Pewne jest, że Dias dopłynął do okolic dzisiejszej Liberii. Załoga wróciła do Portugalii w grudniu 1488 roku.
W 1497 roku Dias pomógł w zaplanowaniu udanej wyprawy Vasco da Gamy do Indii. Dias częściowo wziął udział w wyprawie da Gamy, docierając do Wysp Zielonego Przylądka. W 1500 roku Dias towarzyszył wyprawie Pedra Álvaresa Cabrala, która kierowała się do Indii przez Brazylię. Podczas tego rejsu 29 maja 1500 roku Dias zmarł, gdy jego okręt uległ zniszczeniu w burzy koło Przylądka Dobrej Nadziei.